# Neurois lenormandi
Neurois lenormandi är en fjärilsart som beskrevs av Charles Oberthür 1921. Neurois lenormandi ingår i släktet Neurois och familjen nattflyn. Inga underarter finns listade i Catalogue of Life.